# Хикс, Энди
Э́нди Хикс (англ. Andy Hicks, род. 10 августа 1973 года) — английский профессиональный игрок в снукер, живёт в Лонстене, графство Корнуолл. Левша. Был на пороге Топ-16 мирового рейтинга: занимал 17-е место в сезоне 1995/96. После сезона 2023/24 завершил профессиональную карьеру.

## Карьера
Став профессионалом в 1991, левша Хикс обратил на себя внимание на чемпионате мира 1995, когда дошёл до полуфинала, обыграв Стива Дэвиса, Вилли Торна и Питера Эбдона. В полуфинале же он был остановлен Найджелом Бондом, 11:16. Финалов главных турниров Хикс не достигал, но был в полуфиналах, транслировавшихся по телевидению: Гран-при 1994, чемпионата Великобритании 1995 и Мастерс 1996 (сюда он попал, получив уайлд-кард). Во второй половине девяностых Энди вплотную подходил к Топ-16 мирового рейтинга, но высшим его достижением так и осталось 17-е место. В 1997 выиграл квалификацию на Мастерс, оставшуюся единственным его выигранным турниром. 
 Позже Хикс, что называется, боролся за выживание. Через несколько лет он был близок к вылету из Топ-64, но, благодаря победе над Крейгом Батлером (10:9) в квалификационном матче на чемпионат мира 2003, всё же остался по итогам сезона на 62-м месте. 
 Потом дела его несколько улучшились. На чемпионате мира 2004 в первом раунде Хикс переиграл Квинтена Ханна (матч запомнился тем, что чуть было не дошёл до драки из-за обмена игроков обидными репликами), а в следующем круге в тяжёлой борьбе уступил будущему чемпиону — Ронни О'Салливану — со счётом 11:13. В сезоне 2004/05 Энди дошёл до четвертьфинала British Open, победив в первом раунде Кена Доэрти. 
 В следующий сезон Хикс вошёл, состоя в Топ-32. Хикс прошёл первые раунды в четырёх из шести турниров и остался в Топ-32 и на следующий сезон, правда, только на 31-м месте. Энди Хикс играл и на следующем чемпионате мира, где в первом круге уступил Стиву Дэвису со счётом 4:10. Однако на пресс-конференции был доволен и этим, ведь ещё два года назад он хотел совсем уйти из снукера. 
 Следующий сезон не принёс особых дивидендов, и, как следствие, 41-е место рейтинга. В сезоне 2007/08, после провальных квалификаций на Welsh Open и China Open он потерял место в Топ-64. Однако по результатам сезона 2008/09 оставил за собой № 50 в рейтинге.
В карьере Хикса есть максимальный брейк, 147 очков, исполненный в 1994 в рамках WSA Tour Event (этот максимум не входит в официальный список), и более 130 сенчури-брейков, что позволяет ему занимать 23 место среди самых серийных игроков. За карьеру он заработал более полумиллиона фунтов.

## Личная жизнь
Хикс живёт около Лонстена, графство Корнуолл, играет в Bell’s Court Snooker Club (снукерном клубе) в Фалмуте. Женат на Рэйчел, которая ранее работала в этом клубе. В 2006 у них родился ребёнок, а в 2009 — второй. Также играет в гольф в местном клубе, названном его именем.

## Финалы турниров

### Финалы нерейтинговых турниров: 2 (1 победа, 1 поражение)
| Результат | №  | Год  | Турнир                       | Соперник по финалу | Счёт |
| --------- | -- | ---- | ---------------------------- | ------------------ | ---- |
| Финалист  | 1. | 1994 | Strachan Challenge – Этап 1  | Энтони Хэмилтон    | 4–9  |
| Чемпион   | 2. | 1997 | Benson & Hedges Championship | Пол Дэвис          | 9–6  |